# 特雷卡泰
特雷卡泰（義大利語：Trecate），是意大利诺瓦拉省的一个市镇。总面积38平方公里，人口19898人，人口密度523.6人/平方公里（2009年）。ISTAT代码为003149。

## 友好城市
- 法國圣保罗三堡城 2003年